# Ghuznee Medal
La medaglia di Ghuznee era una medaglia militare britannica offerta dalla regina Vittoria di comune accordo con lo Shah di Afghanistan, Shah Shuja Durrani, a quanti avessero partecipato alla battaglia di Ghazni che portò alla presa dell'omonima fortezza ed alla riconquista della regione da parte delle truppe britanniche che la ridonarono alla Shah dopo avervi stabilito un protettorato.
Essa fu la seconda medaglia per campagne militari coniata dal Regno Unito dopo quella di Waterloo.

## Insegne
Medagliaè costituita da un disco d'argento sul quale è raffigurata sul diritto la fortezza di Ghuznee con al di sotto un cartiglio con la scritta GHUZNEE. Il retro presenta invece una corona murale circondata da rami d'alloro e dalla scritta 23 JULY 1839. La medaglia è sostenuta al nastro tramite un anello d'argento. La medaglia veniva concessa originariamente senza nome ma molti privati vi fecero incidere il loro nome nello spazio vuoto sul retro.
Nastrometà rosso scuro e metà verde scuro, di 35 mm.